# حيتان جوالة
الحيتان الجوالة (الاسم العلمي:†Ambulocetidae) هي فصيلة منقرضة من الثدييات تتبع رتبة مزدوجات الأصابع من طائفة الثدييات.

## التصنيف
- الحوت الجوال
- حوت الهيمالايا